# Køreskole
En køreskole er det sted hvor man kan lære at køre bil eller motorcykel. Der undervises både i færdselsloven og andre teoretiske emner og praktisk kørsel. I Danmark skal man gennemføre den lovpligtige undervisning, for at erhverve et kørekort ved en teori- og køreprøve. Den lovpligtige undervisning til bil skal omfatte 29 lektioner i teori, 4 lektioner på lukket øvelsesplads, 16 lektioner på vej og 4 lektioner på køreteknisk anlæg.[kilde mangler]. Køreskolerne er private og har faste timepriser, eller en pakkepris for alle obligatoriske lektioner. Pakken af lektioner refereres ofte til som grundpakken eller lovpakken.